# Моро де Хусто, Алисия
Алисия Моро де Хусто (исп. Alicia Moreau de Justo; 11 октября 1885 — 12 мая 1986) — аргентинский врач, политическая деятельница, пацифистка и правозащитница. Ведущая фигура феминизма и социализма в Аргентине своего времени. С начала XX века она требовала равных прав для женщин. В 1902 году вместе с другими активистами она основала Феминистский социалистический центр Аргентины и Профсоюз трудящихся женщин.

## Биография
Алисия Моро де Хусто родилась 11 октября 1885 года.
Она организовывала конференции в Fundación Luz [Фонд света] и вместе со своим отцом Арманом Моро стала соучредителем Ateneo Popular [Народный атенеум]. Она была главным редактором журнала «Новое человечество» (Humanidad Nueva) и директором издательства «Наше дело» (Nuestra Causa).
В 1914 году окончила институт по медицинской специальности, а через несколько лет вступила в Социалистическую партию. Вскоре после этого она вышла замуж за основателя партии Хуана Баутисту Хусто, и вместе у них родилось трое детей.
К 1918 году она основала Unión Feminista Nacional [Национальный феминистский союз], и после смерти мужа в 1928 году она продолжила свою политическую деятельность в женском и рабочем движениях, в частности, в вопросах, связанных с избирательными правами женщин, трудовыми правами и восьмичасовым рабочим днём в частности, общественным здравоохранением и образованием. В 1932 году она разработала законопроект о всеобщем избирательном праве, который так и не был введён до 1947 года.
Во время гражданской войны в Испании выступала в поддержку Второй Испанской республики. Регулярно критиковала перонистский режим, который считала антидемократическим. В 1958 году после раскола в Соцпартии она приняла участие в учреждении Социалистической партии Аргентины и до 1960 года занимала должность редактора партийной газеты La Vanguardia. Она продолжала работать на склоне лет, став в 1975 году одной из основательниц Постоянной ассамблеи по правам человека.